# Hamelia patens
Hamelia patens là một loài thực vật có hoa trong họ Thiến thảo. Loài này được Jacq. mô tả khoa học đầu tiên năm 1760.

## Hình ảnh

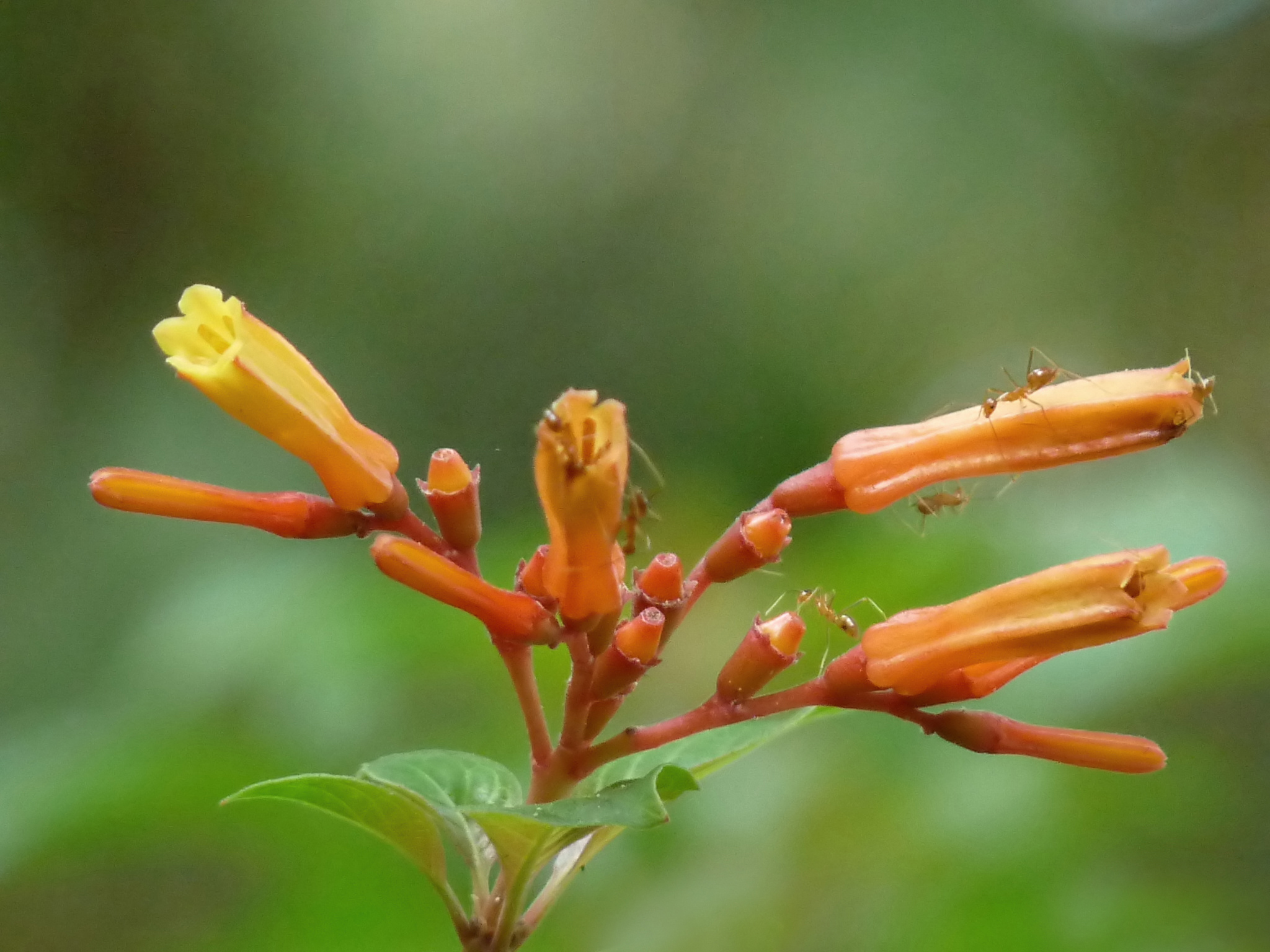
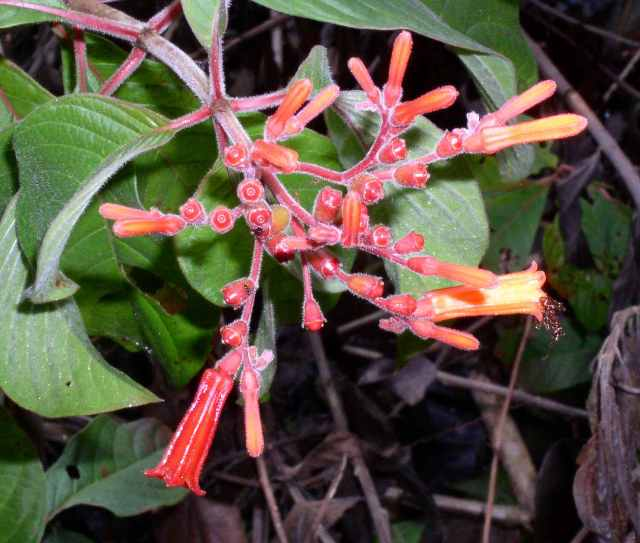
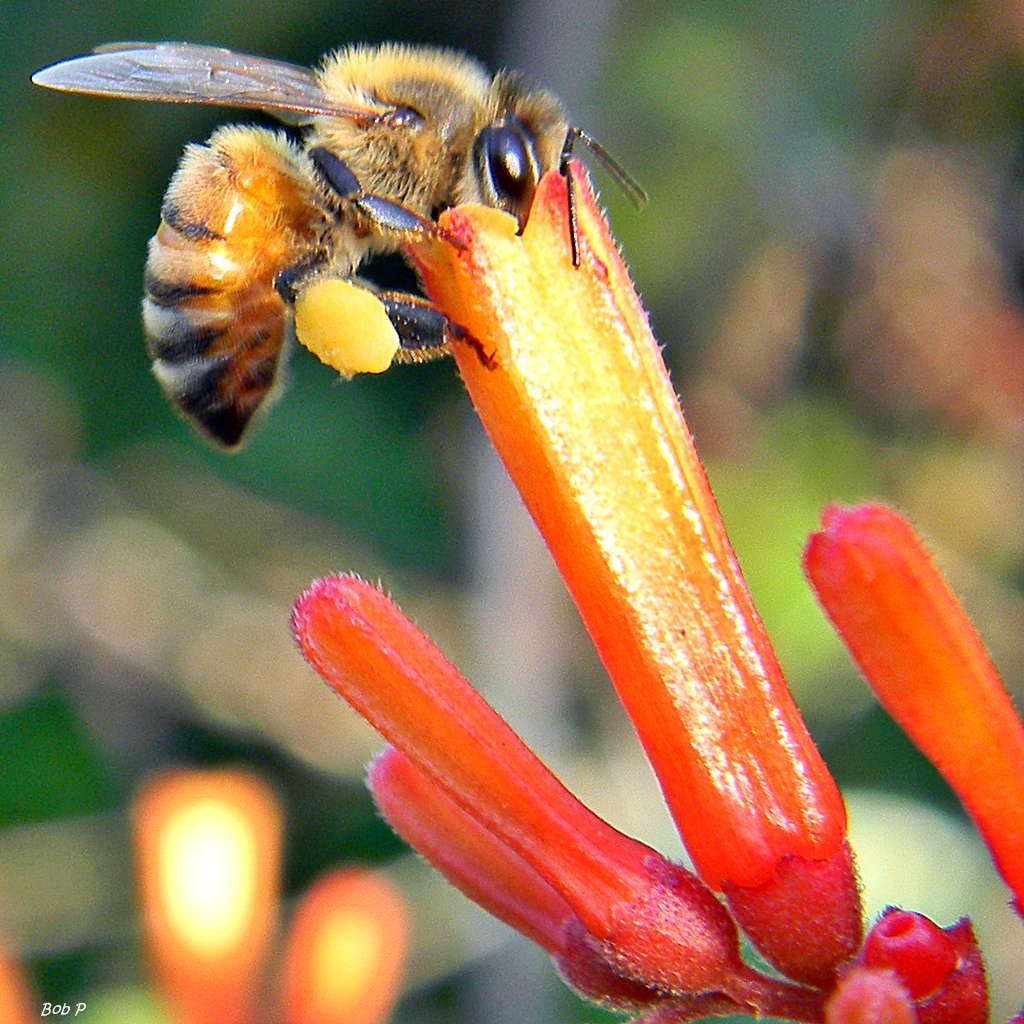
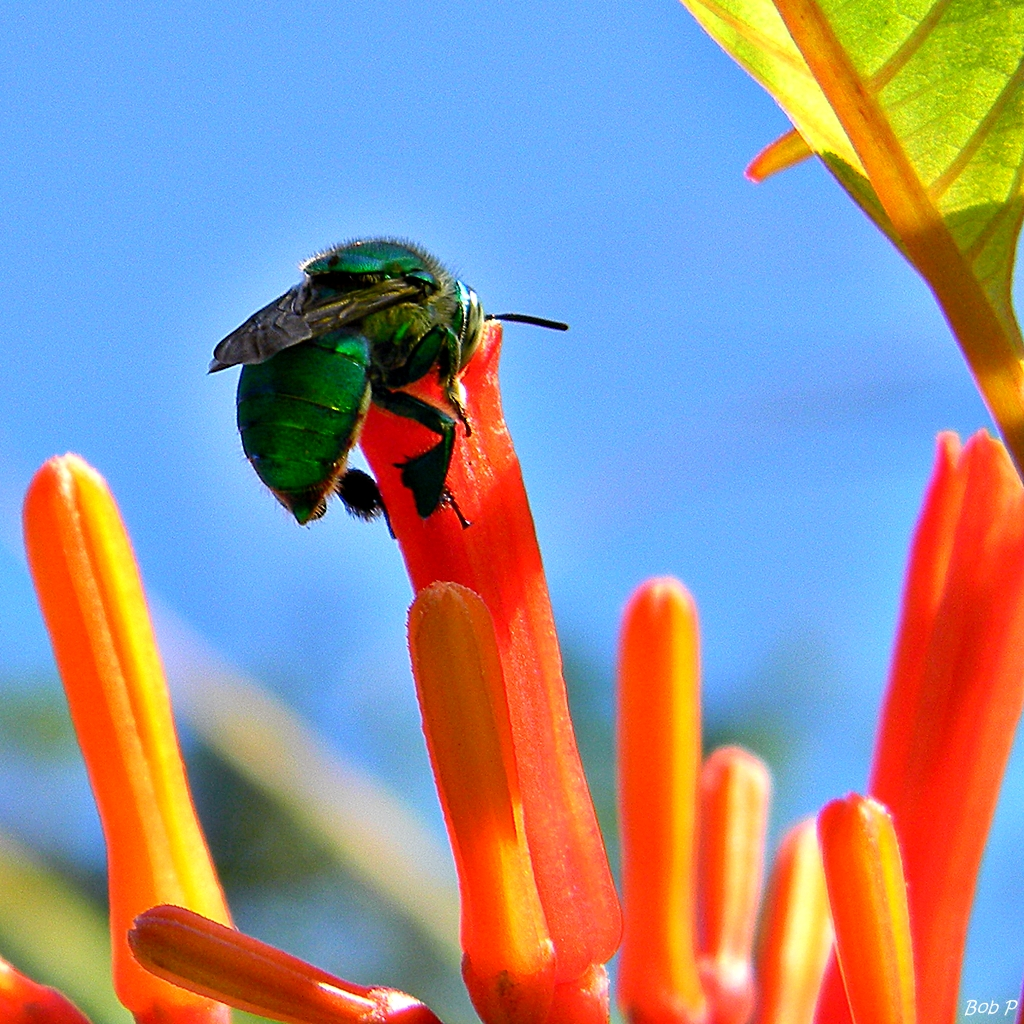